# الحمرا (الحد)

تعديل مصدري - تعديل

الحمرا هي إحدى قرى عزلة الحد بمديرية الحد التابعة لمحافظة لحج، بلغ تعداد سكانها 107 نسمة حسب تعداد اليمن لعام 2004.